# Čelebinci
Čelebinci so naselje v občini Kozarska Dubica, Bosna in Hercegovina. 

## Deli naselja
Čelebinci, Delići, Donji Čelebinci, Gomnišani, Gornji Čelebinci, Kosovi, Ličani in Panjani.

## Prebivalstvo
| Pregled števila prebivalcev po letih | Pregled števila prebivalcev po letih | Pregled števila prebivalcev po letih | Pregled števila prebivalcev po letih | Pregled števila prebivalcev po letih | Pregled števila prebivalcev po letih |
| ------------------------------------ | ------------------------------------ | ------------------------------------ | ------------------------------------ | ------------------------------------ | ------------------------------------ |
| 1948                                 | 1953                                 | 1961                                 | 1971                                 | 1981                                 | 1991                                 |
| -                                    | -                                    | -                                    | 233                                  | 199                                  | 166                                  |

| Narodna sestava prebivalstva po letih                                                                                      | Narodna sestava prebivalstva po letih                                                                                        | Narodna sestava prebivalstva po letih                                                                                      |
| --- | --- | --- |
| 1971 | 1981 | 1991 |
| . skupaj: 233 Srbi 232 (99,57 %) Hrvati 1 (0,42 %) Muslimani 0 (0,00 %) Jugoslovani 0 (0,00 %) drugi in neznano 0 (0,00 %) | . skupaj: 199 Srbi 168 (84,42 %) Hrvati 0 (0,00 %) Muslimani 0 (0,00 %) Jugoslovani 31 (15,57 %) drugi in neznano 0 (0,00 %) | . skupaj: 166 Srbi 163 (98,19 %) Hrvati 1 (0,60 %) Muslimani 0 (0,00 %) Jugoslovani 1 (0,60 %) drugi in neznano 1 (0,60 %) |